# Kvelertak
Kvelertak är ett norskt heavy metalband som bildades 2007 i Stavanger. Bandet har släppt studioalbumen Kvelertak (2010), Meir (2013), Nattesferd (2016) och Splid (2020) och EP-skivan Gojira/Kvelertak Live (tillsammans med Gojira; 2013).
Studioalbumen Meir, Nattesferd och Splid blev kritikerrosade av den internationella recensentkåren. Deras debutalbum Kvelertak blev också belönad med bästa rockalbum och årets nykomling vid 2010 års Spellemannprisen.

## Diskografi

### Studioalbum
- Kvelertak (2010)
- Meir (2013)
- Nattesferd (2016)
- Splid (2020)
- Endling (2023)

### EP
- Gojira/Kvelertak Live (tillsammans med Gojira; 2013)

### Singlar
- Mjød (2010)
- Blodtørst (2010)
- Bruane Brenn (2013)
- Kvelertak (2013)
- 1985 (2016)
- Berserkr (2016)
- Bråtebrann (2019)
- Crack of Doom (feat. Troy Sanders) (2020)
- Krøterveg Te Helvete (2023)
- Skoggangr (2023)
- Endling (2023)